# Seututie 920
Pour les articles homonymes, voir Route 920.
La route régionale 920 (finnois : Seututie 920) est une route régionale allant du port d'Ajos à Kemi jusqu'à Veitsiluoto à Kemi en Finlande,,.

## Présentation
La seututie 920 est une route régionale de Laponie.
La route part du port d'Ajos, du côté ouest de la zone d'habitation d'Ajos et puis longe la rive sud de la baie Tuomilahti. 
La route, au nord, longe la voie portuaire d'Ajos (fi).
La route 920 se termine à l'échangeur de Haukkari de la route nationale 4.
La route fait une dizaine de kilomètres de long et une partie importante de son trafic est  dû au usines de Stora Enso, le port d'Ajos et d'autres industries.
La sortie Öljysatamantie mène au brise-glace Sampo (fi).